# Efrem II (patriarcha Jerozolimy)
Efrem II (zm. 1770) – prawosławny patriarcha Jerozolimy w latach 1766–1770.